# Ava Cherry
Ava Cherry, (Woodlawn, 1953 –) amerikai énekesnő, modell. 1972. és 1975. között David Bowie-val dolgozott, akivel New Yorkban ismerkedett meg. Ava egy éjszakai klubban volt akkor pincérnő, Bowie-nak pedig  turnéja volt. Ezt követően személyes és művészi együttműködésük olyan komoly időszaka kezdődött, ami nagyban befolyásolta Bowie egy következő korszakát. 
Ezt követően Cherry szólóénekesként és olyan zenészek vokalistájaként lépett fel, mint Luther Vandross és Chaka Khan.

## Pályafutása
Chicagóban nőtt fel, ahol jelentős befolyással bírt a helyi afroamerikaiak zenei kultúrájára, és számos neves művész munkásságára is hatással volt. Ő magában is elismert zenész lett. Nagy hatása a Bowia Young Americans lemezére a komoly kapcsolata volt olyan soul-zenei intézményekhez, például a Sigma Sound Studios. Apollo Theaterhez fűződő kapcsolata különösen figyelemre méltó örökségének része, akárcsak az Astronettes zenekarral végzett munkássága.
Cherry szólókarrierje hosszú is ideje tart. Első albuma, a „Ripe!!!” 1980-ban jelent meg. Szólista munkássága − amely diszkóhatásáról ismert − többnyire pozitív kritikai fogadtatásban részesült, de kereskedelmi sikere elmaradt. A kritikai és kereskedelmi eltérés okaként a zeneiparban tapasztalható faji megkülönböztetés és a domináns műfajaival szembeni negatív visszhang is szerepet játszott.
Az 1980-as, -90-es években Cherry vokalistaként dolgozott Luther Vandross R&B-zenész mellett. Vandross barátjaként és háttérénekeseként egyedülálló szerepet játszott Vandross színpadi műsoraiban.
Cherry Chaka Khan és Robert Palmer vokalistájaként is énekelt. 2013-ban szerepelt a „20 Feet from Stardom” című dokumentumfilmben, amely a háttérénekesekről szól.
Élettársai David Bowie (1972–1975) és Mick Jagger (1972–1975) voltak.
2022. januárjában kiadta önéletrajzi könyvét, az „All That Glitters: The Ava Cherry Story”-t.

## Albumok
- Ripe!!! (1980)
- Streetcar Named Desire (1982)
- Picture Me (1987)
- People From Bad Homes (1995)
- Spend the Night (1997)
- The Astronettes Sessions as The Astronettes (2008)

## Filmek
- Ava Cherry az IMDb-n

## Fordítás
- Ez a szócikk részben vagy egészben  az   Ava Cherry című angol Wikipédia-szócikk ezen változatának fordításán alapul.  Az eredeti cikk szerkesztőit annak laptörténete sorolja fel. Ez a jelzés csupán a megfogalmazás eredetét és a szerzői jogokat jelzi, nem szolgál a cikkben szereplő információk forrásmegjelöléseként.